# Роде
Роде (лат. Ciconiidae) су породица високих птица, дугих ногу и вратова, дугог и тврдог кљуна. Ciconiiformes су раније укључивале бројне друге породице, као што су чапље и ибиси, али су те породице премештене у друге редове.
Роде обитавају у многим регионима и имају тенденцију да живе у сушнијим стаништима од блиско повезаних чапљи, жличарки и ибиса; недостаје паперје који те групе користе за чишћење рибље слузи. Клопарање кљуновима је важан начин комуникације у гнезду. Многе врсте су миграторне. Већина рода једе жабе, рибе, инсекте, кишне глисте, мале птице и мале сисаре. Постоји 19 живих врста рода у шест родова.
Различити термини се користе за означавање група рода, два често коришћена су јато рода и фаланга рода.

## Изглед
Роде су махом дугог врата и ногу. Висина варира од 75 cm (Ciconia abdimii) до 150 cm (афричка сједларица). Реп им је углавном кратак.
Кљун је такође увијек дугачак и јак, али различитог облика код различитих врста. Типичне роде из рода Ciconia имају прав и танак кљун, док на примјер сједларице и велике јабиру роде имају кљунове повијене наниже, дуге и до 35 cm.
Перје рода је у црним и бијелим тоновима, у зависности од врсте. Црно перје углавном има метални одсјај, што има улогу у вријеме парења, када и бијело перје изгледа бљештаво.
Роде су тешке птице, широког распона крила. Примјера ради, рода марабу је тежак око 9 kg и има распон крила од 3,2 метра те чини једну од двију птица, поред андског кондора, које имају најшири распон крила од свих копнених птица. Од свих птица, само пеликани и албатроси имају већи распон крила од ових.

## Понашање
Роде су активне дању, са изузетком Ciconia abdimii која лови и ноћу. Врло су осјетљиве на нагле климатске промјене. На примјер, када пада киша или је јако хладно, роде могу да подигну једну ногу међу перје да би смањиле површину тијела изложену хладноћи, или гурају кљун у перје.
Већина рода нема гласне жице, те су нијеме и у гнијезду комуницирају углавном клепетањем кљуном. Неке, међутим, као што је црна рода, могу да пјевају.
Роде су месождери и, иако је распрострањено вјеровање да се углавном хране жабама, оне чине тек један дио њихове исхране. Роде једу и инсекте, гуштере и змије, црве и глисте, па и мале птице и сисаре као што су хрчци.
Роде снесу три до пет јаја, ријетко једно до седам. Величина јајета варира од 5,5 cm (Ciconia abdimii) до 8,5 cm (марабу), а тежина између 58 и 146 g. Оба партнера леже на јајима од 25 до 38 дана и обезбјеђују храну за младе. Након педесет до сто дана, млади могу да лете.
Роде живе по преко 20 година. Бијеле роде живе и по преко 30 године. Када су затворене, роде живе и дуже, са најстаријим примјером роде од 48 година.
Многе врсте рода су птице селице. Углавном лете у јаким замасима, једрећи у зраку, чиме штеде енергију, али су им за то потребне топле ваздушне струје. Чувена збирка фотографија рода из 1884. године, од Отомара Аншица, је инспирисала Отоа Лилиентала у 19. вијеку да конструише експерименталне механичке једрилице.

## Станиште
Роде живе углавном у подручјима суве климе, у тропским и суптропским крајевима, за разлику од својих рођака ибиса, чапљи и кашикара. У Европи живе само црне и бијеле роде, и врло ријетке роде из врсте Mycteria ibis и афрички марабу (Leptoptilos crumeniferus).
Гнијезда рода су обично велика и оне их користе по неколико година. Гнијезда неких рода су велика и по два метра у пречнику и три метра дубине. Иако се раније мислило да роде за живота имају једног партнера, данас се зна да је то засигурно само у оквиру једне сезоне. Након што се одселе, роде знају да промијене партнера, премда то не мора да се деси, као што не мијењају често ни гнијездо.
Неке врсте рода праве гнезда у насељеним мјестима: на дрвету, крову куће, оџаку или бандерама. У Грчкој у неким приморским местима на електричним стубовима су изграђена намјенска метална округла постоља да би роде на њима постављале своја гнијезда.

## Распрострањеност и станиште
Роде имају скоро космополитску распрострањеност, јер их нема на половима, већем делу Северне Америке и великим деловима Аустралије. Центри разноликости рода су у тропској Азији и подсахарској Африци, са осам и шест врста које се тамо размножавају. У Новом свету су присутне само три врсте: шумска рода, магуари рода и жабиру, која је највиша летећа птица у Америци. Две врсте, бела и црна рода, досежу до Европе и западне умерене Азије, док једна врста, оријентална рода, стиже до умерених подручја источне Азије, а једна врста, црноврата рода, налази се у Аустралазији.
Роде су разноврсније и уобичајеније у тропима, а врсте које живе у умереној клими углавном мигрирају да би избегле најгоре зиме. Оне су прилично разнолике у станишним захтевима. Неке врсте, посебно Mycteria  „дрвене роде“ и Anastomus роде, у великој мери зависе од воде и воденог плена, док су многе друге врсте далеко мање зависне од овог типа станишта, иако ће га често користити. Врсте попут марабуа и Абдимове роде често се могу наћи како се хране на отвореним травњацима саване. Пожељна станишта обухватају поплављене травњаке, светле шуме, мочваре и ришчана поља, влажне ливаде, речне рукавце и баре. Многе врсте ће изабрати плитке базене, посебно када језера или реке пресушују, јер концентришу плен и отежавају бекство плена, или када монсунске падавине повећавају дубину воде у већим воденим телима.
Мање типична станишта укључују густе умерене шуме које користе европске црне роде, или станиште кишних шума које тражи Стормова рода у југоисточној Азији. Углавном избегавају морска станишта, са изузетком јаванског марабуа, млечне роде и шумске роде, које се све хране у мангровама, лагунама и естуарским блатњацима. Бројне врсте, посебно вуненоврате роде, црноврате роде, азијске отворенокљуне и јавански марибуи у јужној Азији, прилагодиле су се високо модификованим људским стаништима, било за исхрану или размножавање или обоје. У недостатку прогона, неколико врста се размножава близу људи, а врсте као што су марабу, индијски марабу и бела рода се хране на депонијама.

## Систематика рода
Роде се дијеле на 19 врста у шест родова.

### Фосилни облици
- - фосилни облик; рани олигоцен, Фајум, Египат
- - фосилни облик; рани миоцен; Сент Жеран ле Пуј, Француска и Дјебел Зелтен, Либија
- - фосилни облик; касни плеистоцен, Бразил; можда припада данашњем роду  или
- - фосилни облик; рани плеистоцен, Румунија
- непознатог рода и врсте - раније позната под називом  - фосилни облик; рани миоцен, Брештани, Чешка
- непознатог рода и врсте - раније позната под називом  - фосилни облик; рани миоцен или касни плиоцен, Сивалик, Индија
- непознатог рода и врсте - фосилни облик; касни плеистоцен, Сан Хозесито, Мексико - Ciconia или Mycteria[9]

### Род
- Жутокљуна рода

- Бијела рода
- Црна рода

- Црноврата рода
- Афричка сједларица (Ephippiorhynchus senegalensis)

- Афрички марабу (Leptoptilos crumeniferus)

Иако су неке роде данас јако угрожене, није познато да су неке врсте или подврсте у току историје изумрле. Кост роде из рода Ciconia, која је пронађена у пећини на острву Реинион, вјероватно потиче од роде коју су појели рани досељеници на острво; ниједан доказ не свједочи присуство рода ни на том ни на другим Маскаренским острвима.
Фосилни род Ciconiopsis (рани олигоцен, Пуерто Десеадо у Патагонији, Аргентина) се обично придружује овој фамилији.

## Симболи
У западним културама бијела рода симболизује рађање дјетета. Када би родитељима било тешко да објасне дјетету како дјеца долазе на свијет, обично би одговарали са „дјецу доносе роде“, као начин да се избјегне одговор. Ово вјероватно потиче од старог вјеровања да роде доносе срећу и благостање, и вјероватно због тога што су правиле велика гнијезда поврх димњака на кућама, те је било лако замислити како роде „спуштају“ дјецу низ димњак у кућу. Због овога, рода се често приказује како у кљуну носи завежљај са дјететом унутра. Црвене пјеге које имају новорођенчад су се знале интерпретирати као родини угризи, премда су у ствари капилари који убрзо по рођењу изблиједе.
Бијела рода је симбол Хага, у Холандији, гдје се налази око 25% свих европских рода. Бијела рода је и преовладавајући симбол Алзаса у источној Француској.
У Вијетнаму, роде симболизују издржљивост сиромашних пољопривредника и марљивост вијетнамских жена.

## Митологија
Већина митова се односи на бијеле роде.
- У старом Египту, рода се повезивала са људским „ба“ и изговарали су се исто. Ба је представљао јединствени лични карактер сваког људског бића, и симболизовала га је рода са главом човјека. Она се свако вече неизоставно враћа кући, као и рода свом гнијезду, да би се у животу послије смрти поново сјединила са својим тијелом[10].
- Јеврејска ријеч за роду је истовјетна са ријечју „посвећена“ (као посвећена жена, богоугодна, вјерна), и брига за младе, у високо уздигнутим гнијездима, учинила је роду распрострањеним симболом родитељске бриге. Кроз историју се често указивало на чињеницу да ће рода радије страдати скупа са својим гнијездом у случају пожара, него га напустити и одлетјети.
- У грчкој митологији, Герана је била етиопа, непријатељ Хере, која ју је за казну претворила у роду, као што је учинила и са Антигоном, кћерком Лаомеда од Троје (Овид, „Метаморфоза“, 6.93). Герана у облику роде је покушала да отме њено дијете, Мопсуса. Ово је проузроковало, по грчкој митологији, легендарни рат између пигмеја и рода. Занимљиво је примијетити да је по овој причи, за разлику од каснијег симболизовања роде као птице која доноси дјецу, рода приказивана како отимач Мопсуса.
- Пошто се раније мислило да рода у животу има само једног партнера, у раном хришћанству рода је представљала врло поштовани „бијели брак“, односно частан брак.
- У древној Кини, за роду се вјеровало да граби честите људе, попут флаутисте Лан Цаи Хоа, и односи их у срећније крајеве, у бољи живот.

- У скандинавској митологији, Хенир је човјеку дао душу (óðr) која укључује свијест и памћење и чини човјека човјеком. Хенирови епитети „дугоноги“ (langifótr) и „краљ блата“ (aurkonungr) указују да је вјероватно приказиван у облику роде. Такав лик се појављује и у другим сјеверноевропским бајкама и митовима. Могуће је, међутим, да у овим случајевима није у питању бијела рода, него типични ждрал, који се насељава на сјеверу Европе и само наликује роди али је потпуно одвојена врста.
- У бугарским народним причама рода симболизује долазак прољећа (јер се у ово доба у Бугарску враћају роде са југа након зимске селидбе). У неким дијеловима Бугарске рода игра централну улогу у мартеничком обичају - када се угледа прва рода, вријеме је да се скину мартенице јер је прољеће стигло.
- У долини ријеке Рио Гранде у Јужном Тексасу је 1970-их примијећена „велика птица налик на птеродактила“. Претпоставља се да је у питању залутали Јабиру који се током селидбе нашао у непознатом подручју, или је у питању рода из рода Ephippiorhynchus која је побјегла из зоолошког врта исл.
- У естонском језику, рода се каже „тунекург“, што потиче од ријечи „тунела“ (у естонским народним вјеровањима подземље, подземни свијет) и „кург“ (ждрал). Премда данас не изгледа логично да би се бијела рода повезивала са смрћу, могуће је да су у питању биле црне роде које су данас доста рјеђе.